# Livio Maitan
 Livio Maitan (* 1. April 1923 in Venedig; † 16. September 2004 in Rom) war ein italienischer Trotzkist. Er gehörte 53 Jahre der Führung der Vierten Internationale an.

## Leben

### Jugend
Livio Maitan wurde am 1. April 1923 in Venedig geboren und wuchs im faschistischen Italien auf. Er studierte an der Universität Padua klassische Literatur und schloss sich in den letzten Jahren des Krieges dem sozialistischen Widerstand an. Von den Besatzern wurde er gezwungen, in die Schweiz auszuwandern, wo er das Ende des Krieges in einem Internierungslager erlebte. Nach Kriegsende engagierte er sich bei der Jugendorganisation der sozialistischen Partei PSIUP.

### Vierte Internationale
Bei einem Kongress der Sozialisten 1947 in Paris lernte er Ernest Mandel (1923–1995) kennen und schloss sich der Vierten Internationale (Trotzkisten) an. Deren italienische Sektion war damals im Rahmen der Strategie des Entrismus (Trotzkisten sollten in bestehende linke Parteien eintreten und dort Einfluss nehmen statt separate Parteien zu gründen) Teil der PSIUP. Später wechselte er zur Partito Comunista Italiano (PCI). 1948 gehörte Maitan zur Leitung der Demokratischen Volksfront aus PCI und PSI.
1951 wurde Maitan zum Mitglied der Leitung der Vierten Internationale gewählt, um von dort aus mit seinen Weggefährten Michel Pablo (1911–1996), Ernest Mandel und Pierre Frank (1906–1984), die Lehren Leo Trotzkis zu verbreiten. Als Maitan in den Führungsstab gewählt wurde, wurden erstmals die Auffassungen Trotzkis, dem Gründer der Bewegung, welcher 1940 starb, in Frage gestellt. Maitan stellte sich auf die Seite seiner drei Freunde, die die Meinung vertraten, dass die sozialistische Revolution in Form eines Krieges zwischen den USA und der Sowjetunion führen würde. Ihre Standpunkte wurden zurückgewiesen, die Bewegung trat den stalinistischen Parteien bei. Er veröffentlichte zahlreiche Bücher, so auch über Antonio Gramsci, Leo Trotzki, die Italienische Kommunistische Partei, die chinesische Revolution und das Ende der Sowjetunion, jedoch wurden nur wenige auf anderen Sprachen als Italienisch veröffentlicht. 
Maitan prägte über ein halbes Jahrhundert lang das Auftreten der nationalen Sektion der Vierten Internationale in Italien. Diese trat ab 1949 unter der Bezeichnung Gruppi Comunisti Rivoluzionari (GCR) auf. 1968/69 lösten sich die Trotzkisten von der PCI und nahmen wesentlichen Einfluss auf die außerparlamentarische Neue Linke und Studentenbewegung. Aus dieser Strömung bildete sich die Democrazia Proletaria, mit der Maitan und seine trotzkistische Gruppe 1976 ein „Wahlkartell“ bildeten, das bei der nationalen Parlamentswahl 1,5 % der Stimmen erhielt. Die GCR benannte sich 1979 in Lega comunista rivoluzionaria IV Internazionale (LCR) um.
Maitan schrieb das Buch "Per una storia della Quarta Internazionale" (ed. Alegre, Roma, 2006), eine Geschichte der Vierten Internationale.

### Letzte Jahre
Seine größte Leidenschaft war der Fußball und noch mit siebzig Jahren spielte er in einer Pariser Amateurmannschaft von Aktivisten der französischen Sektion der Vierten Internationale. Nachdem er schon seit längerem gesundheitlich angeschlagen war und sich nur noch telefonisch über aktuelle Bewegungen und Veränderungen auf dem Laufenden halten konnte, starb er am 16. September 2004 in Rom, dort wurde er am 19. September beerdigt.